# Marc Magro
Pour les articles homonymes, voir Magro.
Marc Magro (né en Haute-Savoie le 25 septembre 1965) est un médecin urgentiste et écrivain français.

## Témoignages, essais, documents, romans et nouvelles

### Témoignages - Essais - Documents
- Dans l'intimité de l'humain au coeur des urgences. « J’ai vu dans vos vie l’urgence d’être heureux », Christine Bonneton, 2024
- Des rires sous le masque: Perles de COVID,  Éditions Les uns et les autres,12 août 2021
- Première vague COVID: Les urgences pendant le confinement, Éditions Les uns et les autres, 27 janvier 2021
- Bon pied bon œil et 99 autres expressions autour de la santé et du corps, Éditions First, 2018
- Soigner, Nice 14 juillet 2016, Éditions First, 2017. (Témoignages des soignants lors de l’attentat de Nice)
- Rien de grave, chroniques d’un urgentiste, Éditions First, 2018
- Ils sont fous ces psys, Éditions First, 2015
- Sous l’œil d’Hippocrate, Éditions First, 2014
- Un pouls dans la tête, chroniques étonnantes de la médecine d’hier et d’aujourd’hui, Éditions First, 2016
- Médecin d’urgences, Éditions First, 2013

### Romans
- Le silence des corps, Christine Bonneton 2023. (Thriller psychologique)
- Même pas morts, De Borée, 2021. (Roman policier)
- Un menu pour l'enfer, De Borée, avril 2019. (Roman policier)
- Via Ameglio, Glyphe, 2013
- Nom de code Jules Verne, Glyphe, 2011
- Le Serment de Jules, Glyphe, 2010
- Le Syndrome de Verne, Glyphe, 2009
- Chambre X, Glyphe, 2007

### Recueil de nouvelles
- Si vous preniez de mes nouvelles, éditions Glyphe, 2012 à la suite du Prix Cesare Pavese 2011[2].